# Устенко Іван Петрович
Іван Петрович Устенко (7 листопада 1925, с. Ярошівка, Конотопський округ — 30 січня 2001) — агроном, учасник Німецько-радянської війни.

## Біографія
Народився в селянській родині. Закінчив 7 класів.
У травні 1943 р. призваний у Червону Армію; воював у 682-ї окремої автомобільної роті 28-ї армії у складі 2-го Українського і 3-го Білоруського фронтів.
Нагороджений медалями «За бойові заслуги», «За взяття Кенігсберга», «За взяття Берліна», «За Перемогу над Німеччиною».
Після демобілізації у 1948 році вступив у Сталінградський сільськогосподарський інститут, який закінчив у 1953 році, отримавши спеціальність агронома. До 1986 році, до виходу на пенсію працював у Старополтавском районі Волгоградської області — головним агрономом МТС, потім — головним агрономом радгоспу «Гмелинский».
За великі досягнення в отриманні високих врожаїв в посушливих умовах степового Заволжжя двічі був нагороджений орденом «Знак Пошани»: в 1958 році, а в 1973 році.
Помер 30 січня 2001 року. Похований у с. Гмелинка Старополтавского району Волгоградської області

## Нагороди
- два ордена «Знак Пошани» (№ 318686, Указ Президії Верховної Ради СРСР від 20 листопада 1958 р.; № 963185, Указ Прездиума Верховної Ради СРСР від 7 грудня 1973 р.)
- медаль «За бойові заслуги»
- медаль «За взяття Кенігсберга»
- медаль «За взяття Берліна»
- Медаль «За перемогу над Німеччиною у Великій Вітчизняній війні 1941—1945 рр.»
- Медаль «В ознаменування 100-річчя з дня народження Володимира Ілліча Леніна»
- медаль «За трудову доблесть»
- медаль «За трудову відзнаку».